# Comuna Stasi, Dîkanka
Stasi (în ucraineană Стасі) este o comună în raionul Dîkanka, regiunea Poltava, Ucraina, formată din satele Havronți, Hlodî, Kameanka, Mîhailivka, Slînkiv Iar și Stasi (reședința).

## Demografie
Componența lingvistică a comunei Stasi
     Ucraineană (94,63%)
     Rusă (4,68%)
     Alte limbi (0,22%)
Conform recensământului din 2001, majoritatea populației comunei Stasi era vorbitoare de ucraineană (94,63%), existând în minoritate și vorbitori de rusă (4,68%).